# 瑪麗亞·卡齊米埃拉·達爾昆
瑪麗亞·卡齊米埃拉·達爾昆（波蘭語：Maria Kazimiera d’Arquien，1641年6月28日—1716年1月30日），波蘭王后和立陶宛大公夫人，1674年至1696年在位。

## 家庭
1665年，瑪麗亞·卡齊米埃拉與揚·索別斯基結婚，兩人共有3子1女：
1. 雅各·路德維克（1667年—1737年）
2. 特蕾莎·庫妮根達（1676年—1730年）
3. 亞歷山大·班乃迪克（英语：Aleksander Benedykt Sobieski）（1677年—1714年）
4. 康斯坦丁·瓦迪斯瓦夫（英语：Konstanty Władysław Sobieski）（1680年—1726年）